# Catarhoe bulgariata
Catarhoe bulgariata là một loài bướm đêm trong họ Geometridae.